# Кое-что из губернской жизни
«Кое-что из губернской жизни» (другое название — «Где-то в губернском саду») — советский художественный телефильм по мотивам сценок и рассказов А. П. Чехова «Предложение», «Юбилей», «Свадьба», «Ниночка», «Неосторожность», «Психопаты», «Трагик поневоле» и других.

## Сюжет
Действие фильма происходит на балу. В сюжетах из разных рассказов Чехова главные роли исполняют одни и те же актёры.

## В ролях
- Татьяна Догилева — Наталья Степановна Чубукова / Ниночка Вихленева
- Лев Дуров — Степан Степанович Чубуков / Алексей Иванович Козулин
- Андрей Миронов — рассказчик / поручик
- Олег Табаков — пожилой господин
- Лия Ахеджакова —  Анна Мартыновна Змеюкина / Настасья Фёдоровна Мерчуткина
- Александр Калягин — Повидон Максимович, муж Кати / Кузьма Николаевич Хирин, бухгалтер / Эпоминонд Максимович Апломбов / Вихленев
- Юрий Богатырёв —  Иван Васильевич Ломов / Андрей Андреевич Шипучин / Иван Михайлович Ять / любовник Ниночки
- Татьяна Шмыга — примадонна
- Шандор Каллош — пианист
- Герман Качин — Прохор, слуга
- Валентин Манохин — эпизод
- И. Абдеев — эпизод
- А. Рябинина — эпизод

## Съёмочная группа
- Автор сценария: Нина Фомина по рассказам Антона Чехова
- Режиссёр: Борис Галантер
- Второй Режиссёр Евгения Колмыкова
- Оператор: Евгений Анисимов
- Художник: Элеонора Виницкая
- Автор текстов песен: Леонид Лиходеев